# 15 września
15 września jest 258. (w latach przestępnych 259.) dniem w kalendarzu gregoriańskim. Do końca roku pozostaje 107 dni.

## Święta
- Imieniny obchodzą: Albin, Dolores, Ekhard, Eutropia, Filotea, Filoteusz, Jakert, Jeremi, Jeremiasz, Kamil, Katarzyna, Maria, Nicetas, Nikomedes, Roland, Teodor i Walerian.
- Gwatemala, Honduras, Kostaryka, Nikaragua, Salwador – Dzień Niepodległości
- Japonia – do 2003 Dzień Szacunku dla Starszych (keiro-no hi); od 2003 Dzień Szacunku dla Starszych przypada na trzeci poniedziałek września
- Międzynarodowe:
  - Europejski Dzień Prostaty[1] (ustanowiony z inicjatywy pacjentów przez Europejskie Towarzystwo Urologiczne (EAU) w 2006 roku)
  - Międzynarodowy Dzień Demokracji (ustanowiony przez Zgromadzenie Ogólne ONZ w 2007)[2]
- Polska
  - Dzień Solidarności z Osobami Chorymi na Schizofrenię (w ramach programu Światowego Towarzystwa Psychiatrycznego (WPA) „Schizofrenia – Otwórzcie Drzwi” z 1996, w Polsce od 2002; program objęty jest patronatem Ministerstwa Zdrowia oraz Ministerstwa Pracy i Polityki Społecznej)[3][4]
  - Dzień Opakowań (ustanowiony w 2007 roku przez Polską Izbę Opakowań)[5]
- Słowacja – święto Matki Boskiej Bolesnej, patronki Słowacji
- Wielka Brytania – dzień upamiętniający bitwę o Anglię
- Wspomnienia i święta w Kościele katolickim[6][7] obchodzą:
  - św. Emil z Kordoby (męczennik)
  - bł. Antoni Maria Schwartz (pijar)
  - Matka Boska Bolesna
  - św. Katarzyna Genueńska (tercjarka)
  - bł. Paweł Manna (przełożony generalny PIME)
  - bł. Roland Medyceusz (eremita)
  - św. Niketas Got (męczennik)
  - bł. Józef Puglisi (męczennik)

## Wydarzenia w Polsce

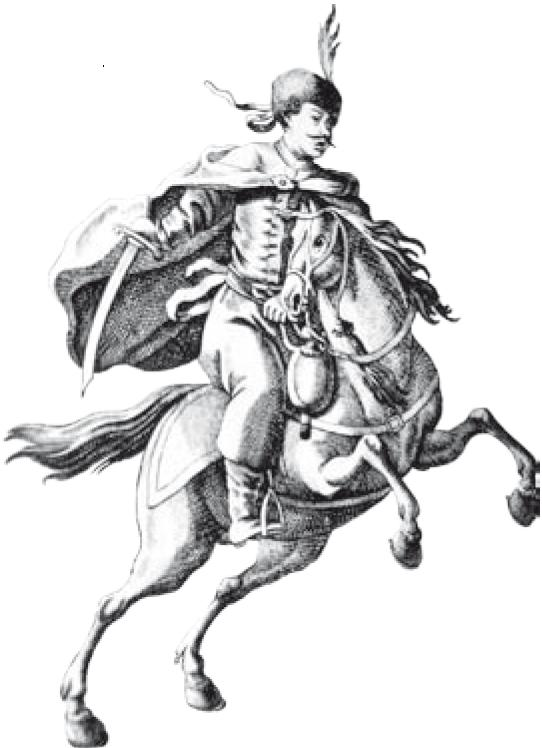
Bitwa pod Łomazami – Kazimierz Pułaski na miedziorycie Johanna Martina Willa (ok. 1769).

- 1339 – Zakończył się polsko-krzyżacki proces warszawski.
- 1454 – Król Kazimierz IV Jagiellończyk wydał wymuszony przez szlachtę wielkopolską przywilej cerekwicki.
- 1463 – Wojna trzynastoletnia: w bitwie na Zalewie Wiślanym flota gdańsko-elbląska (25 okrętów) rozbiła flotę krzyżacką (44 okręty).
- 1485 – Hospodar mołdawski Stefan III Wielki złożył w Kołomyi hołd lenny królowi Kazimierzowi IV Jagiellończykowi.
- 1618 – Powódź w Grudziądzu.
- 1697 – W katedrze wawelskiej odbyła się koronacja Augusta II Mocnego na króla Polski.
- 1702 – III wojna północna: w wyniku podpalenia przez szwedzkich żołnierzy wybuchł groźny pożar zamku wawelskiego.
- 1719 – Poświęcono kościół św. Jerzego w Gliwicach-Ostropie.
- 1761 – Wojna siedmioletnia: zwycięstwo wojsk pruskich nad rosyjskimi w bitwie pod Gostyniem.
- 1769 – Porażka Konfederatów barskich w bitwie pod Łomazami.
- 1793:
  - Rozwiązano Konfederację targowicką.
  - Zawiązano Konfederację grodzieńską.
- 1883 – Ukazało się pierwsze wydanie czasopisma „Proletariat”.
- 1887 – Otwarto Wielką Synagogę w Gdańsku.
- 1914 – I wojna światowa: zwycięstwo wojsk niemieckich nad rosyjskimi w bitwie nad jeziorami mazurskimi (8-15 września).
- 1926 – Uruchomiono rozgłośnię radiową w Wolnym Mieście Gdańsku.
- 1935:
  - Odbyły się wybory do Senatu RP.
  - Transatlantyk „Piłsudski” wypłynął w swój dziewiczy rejs do Nowego Jorku.
  - W rozegranym we Wrocławiu towarzyskim meczu piłkarskim Niemcy pokonały Polskę 1:0.
  - W Warszawie rozpoczęły się balonowe zawody o Puchar Gordona Bennetta, zakończone trzecim w historii zwycięstwem polskiej załogi (Zbigniew Burzyński i Władysław Wysocki), dzięki czemu Polska otrzymała trofeum na stałe.
- 1938 – Premiera komedii filmowej Paweł i Gaweł w reżyserii Mieczysława Krawicza.
- 1939 – Kampania wrześniowa:
  - Hans Frank został mianowany szefem wyższego zarządu cywilnego okupowanych ziem polskich przy naczelnym dowództwie Wehrmachtu Ober-Ost.
  - Niemcy przeprowadzili pierwszą zbiorową egzekucję w okupowanych Chojnicach.
  - Wehrmacht zajął Białystok i Przemyśl.
  - W odwecie za zabicie oficera Wehrmachtu w Cechówce (dziś część Sulejówka) Niemcy zamordowali co najmniej 58 Polaków.
- 1944 – 46. dzień powstania warszawskiego: po ciężkich walkach Niemcy zdobyli Sielce (na Mokotowie). Polacy najsilniej bronili Śródmieścia, Żoliborza i częściowo Mokotowa.
- 1948 – Założono klub piłkarski Stal Kraśnik
- 1949:
  - Rozpoczął się IV Międzynarodowy Konkurs Pianistyczny im. Fryderyka Chopina.
  - Ukazało się pierwsze wydanie rzeszowskiego dziennika „Nowiny”.
- 1967 – Premiera komedii filmowej Sami swoi w reżyserii Sylwestra Chęcińskiego.
- 1968 – Jan Kudra wygrał 25. Tour de Pologne.
- 1972 – Premiera filmu Ocalenie w reżyserii Edwarda Żebrowskiego.
- 1973 – Wszedł do służby duży kuter torpedowy ORP „Odważny”.
- 1978 – Otwarto Muzeum Karykatury w Warszawie.
- 1981 – Rozpoczął się ostatni rejs „Daru Pomorza”.
- 1988 – Stanisław Skalski, najlepszy polski as myśliwski z okresu II wojny światowej, został awansowany do stopnia generała brygady.
- 1990:
  - Mieczysław Karłowicz wygrał 47. Tour de Pologne.
  - Na Cmentarzu Rakowickim w Krakowie odbył się ponowny pogrzeb zmarłego w 1942 roku w Nowym Jorku gen. Bolesława Wieniawy-Długoszowskiego.
- 1993 – Ostatnie jednostki Północnej Grupy Wojsk Armii Rosyjskiej opuściły Legnicę.
- 1996 – Rosjanin Wiaczesław Dżawanian wygrał 53. Tour de Pologne.
- 2000 – Sejm RP przyjął ustawę Kodeks spółek handlowych.
- 2002 – Francuz Laurent Brochard wygrał 59. Tour de Pologne.
- 2006 – Premiera filmu Samotność w sieci w reżyserii Witolda Adamka.
- 2007 – Belg Johan Vansummeren wygrał 64. Tour de Pologne.
- 2019 – Otwarto stacje drugiej linii warszawskiego metra: Szwedzka, Targówek Mieszkaniowy i Trocka.

## Wydarzenia na świecie
- 533 – Wojna Cesarstwa Bizantyńskiego z Wandalami: wódz bizantyński Belizariusz zdobył Kartaginę.
- 608 – Bonifacy IV został papieżem.
- 668 – Cesarz bizantyński Konstans II został zamordowany w Syrakuzach podczas kąpieli przez swego dworzanina. Nowym cesarzem został jego najstarszy syn Konstantyn IV.
- 921 – Księżna czeska Ludmiła została uduszona na polecenie swej synowej Drahomiry.
- 1231 – Został zamordowany książę Bawarii i Palatynatu Ludwik I Bawarski.
- 1324 – W rejonie francuskiego miasta Metz wybuchła tzw. wojna czterech władców.
- 1440 – Francuski arystokrata Gilles de Rais został aresztowany wraz ze wspólnikami pod zarzutem dokonania porwań, tortur, gwałtów i morderstw na co najmniej 30 dzieciach.
- 1464 – (lub 14 września) Zwycięstwo wojsk albańsko-weneckich pod wodzą Skanderbega nad osmańskimi w bitwie pod Ochrydą.
- 1521 – Teodozjusz został hospodarem Wołoszczyzny.
- 1590:
  - Kardynał Giambattista Castagna został wybrany na papieża i przyjął imię Urban VII.
  - Trzęsienie ziemi z epicentrum 30–40 km na zachód od Wiednia.
- 1644 – Kardynał Giovanni Battista Pamfili został wybrany na papieża i przyjął imię Innocenty X
- 1682 – Pojawiła się Kometa Halleya. Edmond Halley odkrył jej periodyczność i przewidział powrót w 1758 roku.
- 1732 – Jeremiasz III został po raz drugi ekumenicznym patriarchą Konstantynopola.
- 1762 – Odbyła się intronizacja Go-Sakuramachi, ostatniej kobiety-cesarza Japonii.
- 1771 – Wybuchło powstanie moskiewskie, które zostało wywołane radykalnymi działaniami władz w celu zwalczenia epidemii dżumy.
- 1776 – Wojna o niepodległość Stanów Zjednoczonych: zwycięstwo wojsk brytyjskich w bitwie nad Kip’s Bay.
- 1777 – Wojna o niepodległość Stanów Zjednoczonych: gen. George Washington promował Kazimierza Pułaskiego na stopień generała brygady kawalerii amerykańskiej.
- 1780 – W Mannheim założono stowarzyszenie meteorologiczne Societas Meteorologica Palatina.
- 1801 – Aleksander I Romanow został koronowany w Petersburgu na cesarza Rosji.
- 1813 – Powstanie Ośmiu Trygramów: nieudany atak powstańców na Zakazane Miasto w Pekinie.
- 1821 – Kostaryka, Gwatemala, Honduras, Nikaragua i Salwador proklamowały niepodległość (od Hiszpanii)
- 1830 – Podczas otwarcia linii kolejowej Liverpool-Manchester zginął polityk William Huskisson, pierwsza znana ofiara wypadku kolejowego.
- 1831 – Odbył się pierwszy kurs parowozu John Bull, skonstruowanego przez Roberta Stephensona.
- 1835 – Charles Darwin przybył na pokładzie statku HMS „Beagle” na wyspy Galapagos.
- 1851 – Na chorwackiej wyspie Krk znaleziono płytę z Baški, z napisem w głagolicy z ok. 1100 roku.
- 1857 – Niemiecki astronom Robert Luther odkrył planetoidę (47) Aglaja.
- 1859 – Otwarto Teatr Wielki w Göteborgu.
- 1861 – Wojna secesyjna: zwycięstwo wojsk Unii w bitwie pod Cheat Mountain.
- 1862 – Wojna secesyjna: zwycięstwo Konfederatów w bitwie o Harpers Ferry.
- 1864 – Podpisano francusko-włoską Konwencję wrześniową.
- 1875 – 150-300 osób zginęło w wyniku przejścia huraganu nad miastem Indianola w Teksasie.
- 1879 – Przyjęto oficjalnie hymn Salwadoru.
- 1883 – Założono Uniwersytet Teksański w Austin.
- 1890 – Wybuchł największy pożar w historii warownego zespołu pałacowego Alhambra w hiszpańskiej Grenadzie.
- 1893 – Francuski astronom Auguste Charlois odkrył planetoidę (373) Melusina.
- 1894 – Wojna chińsko-japońska: zwycięstwo wojsk japońskich w bitwie pod Pjongjangiem.
- 1896 – W czasie kontrolowanego zderzenia dwóch lokomotyw koło Waco w Teksasie zginęło 3 gapiów, a kilkuset zostało rannych.
- 1900 – Została założona jedna z głównych przedwojennych japońskich partii politycznych Rikken Seiyūkai.
- 1903 – Założono brazylijski klub piłkarski Grêmio Porto Alegre.
- 1910 – Partia Południowoafrykańska wygrała pierwsze po utworzeniu Związku Południowej Afryki wybory parlamentarne.
- 1911 – W portugalskim Porto założono klub piłkarski Académico FC.
- 1914 – I wojna światowa: zakończyła się I bitwa pod Aisne.
- 1915 – I wojna światowa: u wybrzeża Norwegii brytyjski okręt podwodny HMS E16 zatopił niemiecką jednostkę tej samej klasy SM U-6, w wyniku czego zginęły 24 spośród 29 osób na pokładzie.
- 1916 – I wojna światowa: nad Sommą armia brytyjska po raz pierwszy w historii użyła w walce czołgów.
- 1920:
  - Jan Černý został premierem Czechosłowacji.
  - Założono norweski klub piłkarski Tromsø IL.
- 1928 – W amerykańskim stanie Utah utworzono Park Narodowy Bryce Canyon.
- 1935 – Reichstag uchwalił tzw. ustawy norymberskie ustanawiające rasizm w III Rzeszy. Sztandar NSDAP został ustanowiony flagą państwową.
- 1938 – W Bad Godesberg odbyły się rozmowy premiera Wielkiej Brytanii Neville’a Chamberlaina z Adolfem Hitlerem na temat roszczeń III Rzeszy wobec Czechosłowacji.
- 1939 – Okręt podwodny ORP „Orzeł” został internowany w porcie w Tallinnie przez władze estońskie.
- 1940:
  - W Wielkiej Brytanii sformowano Polską Eskadrę Balonową.
  - Kulminacyjny dzień bitwy o Anglię i rekord zestrzeleń polskich pilotów: 26 niemieckich samolotów w ciągu jednego dnia.
- 1941 – Rozpoczęto seryjną produkcję radzieckiego czołgu T-60.
- 1942:
  - Bitwa o Atlantyk: niemiecki okręt podwodny U-261 został zatopiony u wybrzeży Szetlandów bombami głębinowymi przez brytyjski bombowiec Armstrong Whitworth Whitley, w wyniku czego zginęła cała, 43-osobowa załoga.
  - Wojna na Pacyfiku: koło Wysp Salomona japoński okręt podwodny I-19 wystrzelił najskuteczniejszą salwę II wojny światowej. Z 6 torped jedna zatopiła niszczyciel USS „O’Brien”, druga uszkodziła pancernik USS „North Carolina”, trzy kolejne lotniskowiec USS „Wasp” (dobity torpedami amerykańskimi), a szósta omal nie trafiła w lotniskowiec USS „Hornet”.
- 1943:
  - Prezydentem Realu Madryt obwołano Santiago Bernabéu, który przez ponad trzy dekady pracy na tym stanowisku stworzył najpotężniejszy klub piłkarski w historii.
  - W północnej części Włoch powstała faszystowska Włoska Republika Socjalna z Benito Mussolinim na czele.
- 1944:
  - Front wschodni: klęska wojsk niemieckich podczas próby desantu na fińskiej wyspie Suursaari (operacja „Tanne Ost”).
  - Wojna na Pacyfiku: rozpoczęła się bitwa o Peleliu.
- 1946 – Powstała Ludowa Republika Bułgarii.
- 1947 – Utworzono Wolne Terytorium Triestu.
- 1949 – Konrad Adenauer został pierwszym kanclerzem RFN.
- 1950:
  - Nuri as-Sa’id został po raz szósty premierem Iraku.
  - Wojna koreańska: rozpoczęła się bitwa o Inczon.
- 1953 – W Chorwacji utworzono Park Narodowy Risnjak.
- 1955 – W Paryżu ukazała się powieść Vladimira Nabokova Lolita.
- 1956:
  - Korea Południowa wygrała pierwszy turniej o Puchar Azji w Piłce Nożnej rozgrywany w Hongkongu.
  - Pierwszy radziecki samolot pasażerski z napędem turboodrzutowym Tu-104 odbył swój pierwszy komercyjny lot (z Moskwy do Irkucka).
- 1959:
  - Na terenie szkoły podstawowej w Houston w Teksasie 49-letni Paul Harold Orgeron, któremu poprzedniego dnia odmówiono zapisania do niej jego 7-letniego syna, zdetonował ładunek wybuchowy, zabijając siebie, nauczycielkę, dozorcę i troje dzieci (w tym syna) oraz raniąc dyrektora i 17 uczniów.
  - Nikita Chruszczow jako pierwszy przywódca ZSRR przybył z wizytą do USA.
- 1960 – Premiera japońskiego filmu Zły śpi spokojnie w reżyserii Akiry Kurosawy.
- 1963 – cztery nastoletnie dziewczynki zginęły w zamachu bombowym przeprowadzonym przez Ku Klux Klan na kościół baptystów przy 16th Street w Birmingham w amerykańskim stanie Alabama.
- 1967 – Otwarto Brücke-Museum w Berlinie.
- 1969 – Premiera brytyjskiego filmu wojennego Bitwa o Anglię w reżyserii Guya Hamiltona.
- 1970 – Gen. Muhammad Dawud al-Abbasi został premierem Jordanii.
- 1973 – Karol XVI Gustaw został królem Szwecji.
- 1974:
  - 75 osób zginęło w katastrofie samolotu Boeing 727 w południowowietnamskim mieście Phan Rang-Tháp Chàm.
  - Na przedmieściach Moskwy odbyła się wystawa obrazów niezależnych malarzy, brutalnie rozpędzona przez służby bezpieczeństwa (tzw. „wystawa spychaczowa”).
  - W miejscowości Borgo San Lorenzo seryjny morderca Pietro Pacciani („Potwór z Florencji”) zamordował 19-latka i 18-latkę uprawiających seks w samochodzie.
- 1975:
  - Korsyka została podzielona na dwa departamenty: Górną Korsykę ze stolicą w Bastii i Korsykę Południową ze stolicą w Ajaccio.
  - Otwarto pierwszy odcinek metra w stolicy Chile Santiago.
  - Ukazał się album Wish You Were Here grupy Pink Floyd.
- 1977 – Założono linie lotnicze Air Seychelles.
- 1980 – Premiera 1. odcinka amerykańskiego serialu telewizyjnego Szogun w reżyserii Jerry’ego Londona.
- 1981 – Vanuatu zostało członkiem ONZ.
- 1982 – Papież Jan Paweł II przyjął na audiencji szefa OWP Jasira Arafata.
- 1983 – Menachem Begin ustąpił ze stanowiska premiera Izraela.
- 1988 – Jan Paweł II beatyfikował Józefa Gerarda.
- 1989 – W Litewskiej SRR ogłoszono utworzenie polskiej autonomii w rejonach wileńskim i solecznickim.
- 1991:
  - Dokonano oblotu wojskowego samolotu transportowego Boeing C-17 Globemaster III.
  - Inguszetia odłączyła się od Czeczenii.
- 1996:
  - Jules Wijdenbosch został prezydentem Surinamu.
  - Włoska Liga Północna proklamowała powstanie Federalnej Republiki Padanii.
- 1998 – Nad Atlantykiem uformował się huragan Georges, który spowodował w następnych dniach śmierć ponad 600 osób na Karaibach i w USA.
- 2000:
  - W Sydney rozpoczęły się XXVII Letnie Igrzyska Olimpijskie.
  - Wystartowała chińska anglojęzyczna telewizja informacyjna CCTV News
- 2004 – Halldór Ásgrímsson został premierem Islandii.
- 2005 – Uchwalono nową konstytucję Iraku.
- 2007:
  - Upadek meteorytu w peruwianskiej wiosce Carancas, który spowodował dolegliwości zdrowotne wśród mieszkańców.
  - W Birmie wybuchła tzw. szafranowa rewolucja, skierowana przeciwko rządzącej krajem juncie wojskowej
- 2008:
  - 8 osób zginęło, a ponad 100 zostało rannych po wrzuceniu w tłum dwóch granatów podczas obchodów Dnia Niepodległości w meksykańskim mieście Morelia.
  - Prezydent Zimbabwe Robert Mugabe i lider opozycji Morgan Tsvangirai podpisali porozumienie o podziale władzy i utworzeniu rządu jedności narodowej z Tsvangiraiem na stanowisku premiera.
  - W związku z trwającym kryzysem kredytów hipotecznych w USA bank Lehman Brothers ogłosił upadłość, a Merrill Lynch został przejęty przez Bank of America.
- 2010 – Eksperymentalny amerykański śmigłowiec Sikorsky X2 ustanowił nieoficjalny rekord prędkości w locie poziomym (460 km/h).
- 2013:
  - Edi Rama został premierem Albanii.
  - Wojna domowa w Syrii: zakończyła się nierozstrzygnięta bitwa w Maluli (4-15 września).
- 2015 – W Australii powstał rząd Malcolma Turnbulla.
- 2016 – Na japońskiej wyspie Okinawa utworzono Park Narodowy Yanbaru.
- 2021 – Zawarto porozumienie AUKUS między Australią, Wielką Brytanią i USA w zakresie wymiany technologii obronnych, obejmujące m.in. współpracę przy tworzeniu australijskiej floty okrętów podwodnych z napędem jądrowym.
- 2022 – Inwazja Rosji na Ukrainę: w lesie w pobliżu wyzwolonego przez wojska ukraińskie Iziumu znaleziono kilka masowych grobów osób zamordowanych przez Rosjan, w tym jeden, w którym pochowano co najmniej 440 ciał.
- 2023 – Evika Siliņa została premierem Łotwy.

## Eksploracja kosmosu
- 1966 – Zakończyła się załogowa misja kosmiczna Gemini 11.
- 1976 – Rozpoczęła się załogowa misja kosmiczna Sojuz 22.
- 2016 – Została wystrzelona chińska rakieta z modułem orbitalnym Tiangong 2.
- 2017 – W atmosferze Saturna uległa planowanemu zniszczeniu amerykańsko-europejska sonda Cassini-Huygens.

## Urodzili się
- 973 – Biruni, arabski uczony, encyklopedysta, historyk, astronom, badacz kamieni szlachetnych, astrolog, poliglota pochodzenia chorezmijskiego (zm. 1048)
- 1254 – Marco Polo, wenecki kupiec, podróżnik (zm. 1324)
- 1498 – Andreas Winkler, niemiecki drukarz, pedagog (zm. 1575)
- 1505 – Maria Habsburżanka, arcyksiężniczka austriacka, księżniczka burgundzka, infantka kastylijska, królowa czeska i węgierska (zm. 1558)
- 1533 – Katarzyna Habsburżanka, królowa Polski, wielka księżna litewska (zm. 1572)
- 1563 – Elżbieta Anhalcka, margrabina-elektorowa Brandenburgii (zm. 1607)
- 1586 – Antonius Sanderus, flamandzki teolog, filolog, historyk (zm. 1664)
- 1602 – Ryōkei Shōsen, japoński mistrz zen (zm. 1670)
- 1608 – Niccolò Albergati-Ludovisi, włoski duchowny katolicki, arcybiskup Bolonii, kardynał (zm. 1687)
- 1613 – François de La Rochefoucauld, francuski pisarz, filozof (zm. 1680)
- 1649 – Titus Oates, angielski duchowny anglikański, spiskowiec (zm. 1705)
- 1650 – Luigi Priuli, włoski kardynał (zm. 1720)
- 1663 – Tommaso Ruffo, włoski duchowny katolicki, arcybiskup Ferrary, kardynał (zm. 1753)
- 1666 – Zofia Dorota z Celle, królowa brytyjska (zm. 1726)
- 1675 – Wachtang VI, król Kartli (zm. 1737)
- 1676 – Stanisław Poniatowski, polski szlachcic, podstoli wielki litewski, podskarbi wielki litewski, wojewoda mazowiecki (zm. 1762)
- 1690 – Ignazio Prota, włoski kompozytor (zm. 1748)
- 1712 – Pierre-Simon Fournier, francuski rytownik, giser, drukarz (zm. 1768)
- 1721 – Kazimierz Poniatowski, polski generał-lejtnant, polityk, bibliofil, kolekcjoner (zm. 1800)
- 1736 – Jean Sylvain Bailly, francuski astronom, polityk (zm. 1793)
- 1737 – Jacob Philipp Hackert, niemiecki malarz (zm. 1807)
- 1739 – Juan de Villanueva, hiszpański architekt (zm. 1811)
- 1747 – Jan Nikodem Łopaciński, polski szlachcic, polityk (zm. 1810)
- 1753 – Nikodem Puzyna, polski duchowny katolicki, biskup pomocniczy wileński (zm. 1819)
- 1754 – Ignacy Józef Działyński, polski ziemianin, działacz patriotyczny, uczestnik insurekcji kościuszkowskiej (zm. 1797)
- 1756 – Karl Philipp Moritz, niemiecki pisarz (zm. 1793)
- 1760 – Wincenty Aksamitowski, polski generał (zm. 1828)
- 1765 – Bocage, portugalski poeta (zm. 1805)
- 1771 – Ephraim King Wilson, amerykański prawnik, polityk (zm. 1834)
- 1777 – Henryk Lubomirski, polski polityk, kurator literacki, mecenas sztuki (zm. 1850)
- 1787 – Guillaume-Henri Dufour, szwajcarski inżynier, kartograf, generał (zm. 1875)
- 1789 – James Fenimore Cooper, amerykański pisarz (zm. 1851)
- 1796 – Hermann Adam von Kamp, niemiecki pisarz, nauczyciel i historyk (zm. 1867)
- 1799 – Maciej Mielżyński, polski działacz polityczny, uczestnik powstania listopadowego (zm. 1870)
- 1800 – Paweł Fryderyk, wielki książę Meklemburgii-Schwerinu (zm. 1842)
- 1801 – Maurycy Prozor, polski działacz niepodległościowy, naczelnik powstania kowieńskiego (zm. 1886)
- 1804 – Mychajło Maksymowycz, ukraiński historyk, folklorysta, poeta (zm. 1873)
- 1808 – Louis Clapisson, francuski kompozytor, skrzypek, pedagog (zm. 1866)
- 1814 – Ferdinand von Arnim, niemiecki architekt (zm. 1866)
- 1815 – Mateusz Beksiński, polski kotlarz, przedsiębiorca, uczestnik powstania listopadowego (zm. 1886)
- 1816 – Edward Wolff, polski pianista, kompozytor (zm. 1880)
- 1818:
  - Aleksandr Potapow, rosyjski generał kawalerii, polityk (zm. 1886)
  - Justus Roth, niemiecki aptekarz, geolog (zm. 1892)
- 1819 – Francis Napier, brytyjski arystokrata, dyplomata, administrator kolonialny (zm. 1898)
- 1822 – Henry Morley, brytyjski pisarz (zm. 1894)
- 1824 – Adeline Dutton Train Whitney, amerykańska poetka, pisarka (zm. 1906)
- 1827 – Karl Rudolf Friedenthal, niemiecki prawnik, przedsiębiorca, polityk (zm. 1890)
- 1828:
  - Aleksandr Butlerow, rosyjski chemik (zm. 1886)
  - Gustav Gyula Geyer, węgierski przyrodnik (zm. 1900)
- 1829 – Manuel Tamayo, hiszpański pisarz (zm. 1898)
- 1830 – Porfirio Díaz, meksykański polityk, prezydent Meksyku (zm. 1915)
- 1834 – Heinrich von Treitschke, niemiecki historyk, polityk (zm. 1896)
- 1835 – Richard Olney, amerykański polityk (zm. 1917)
- 1843 – Maurycy, książę holenderski (zm. 1850)
- 1844 – Kamila Emma von Damitz, niemiecka dramatopisarka (zm. 1921)
- 1846 – Władysław Struszkiewicz, polski ziemianin, polityk (zm. 1919)
- 1848 – Franciszek Maria Kandyd Ejsmont, polski poeta (zm. 1910)
- 1849 – Mikołaj (Adoratski), rosyjski biskup prawosławny (zm. 1896)
- 1850 – Teodora Raczkowska, polska nauczycielka (zm. 1940)
- 1851 – Emil Otto Oskar von Kirchner, niemiecki botanik, mykolog, fitopatolog, wykładowca akademicki (zm. 1925)
- 1853 – Henry Fitch Taylor, amerykański malarz (zm. 1925)
- 1856 – Feliks Jasiński, polski inżynier kolejowy (zm. 1899)
- 1857 – William Taft, amerykański prawnik, polityk, prezydent USA (zm. 1930)
- 1858:
  - Karol de Foucauld, francuski duchowny katolicki, misjonarz, święty (zm. 1916)
  - Jenő Hubay, węgierski skrzypek, kompozytor (zm. 1937)
- 1859 – Arthur Evanson, angielski rugbysta (zm. 1934)
- 1860 – Tomasz Fall, polski organmistrz (zm. 1922)
- 1861 – Juliusz Leo, polski ekonomista, polityk, prezydent Krakowa (zm. 1918)
- 1863:
  - Esme Howard, brytyjski dyplomata (zm. 1939)
  - Horatio Parker, amerykański kompozytor, organista, pedagog (zm. 1919)
- 1864:
  - Zygmunt Hohenzollern, książę pruski (zm. 1866)
  - Milton Work, amerykański brydżysta (zm. 1934)
- 1865:
  - Nicolaus Adriani, holenderski misjonarz, językoznawca (zm. 1926)
  - Giovanni Girolamo Romei Longhena, włoski arystokrata, generał (zm. 1944)
- 1867:
  - Petr Bezruč, czeski poeta (zm. 1958)
  - Władimir Maj-Majewski, rosyjski generał, dowódca Armii Ochotniczej (zm. 1920)
- 1869 – Paweł Owerłło, polski aktor (zm. 1957)
- 1870 – Lew Sztejnberg, rosyjski dyrygent, kompozytor (zm. 1945)
- 1873 – Otto Wels, niemiecki polityk (zm. 1939)

- 1875 – Kazimierz Ignacy Sosnowski, polski nauczyciel, krajoznawca, działacz turystyczny (zm. 1954)

- 1876 – Bruno Walter, niemiecki kompozytor, dyrygent (zm. 1962)
- 1877 – Ołena Kulczyćka, ukraińska malarka, graficzka (zm. 1967)
- 1878 – Wacław Brzeziński, polski śpiewak operowy (baryton) (zm. 1955)
- 1879:
  - Jerzy Gościcki, polski ekonomista, polityk (zm. 1946)
  - Joseph Lyons, australijski polityk, premier Australii (zm. 1939)
- 1880 – Frank Kramer, amerykański kolarz torowy (zm. 1958)
- 1881 – Ettore Bugatti, włoski konstruktor samochodowy (zm. 1947)
- 1882 – Otto Weddigen, niemiecki dowódca okrętów podwodnych (zm. 1915)
- 1884 – Bronisław Rydzewski, polski geolog, wykładowca akademicki, polityk, senator RP (zm. 1945)
- 1885:
  - Dżafar al-Askari, iracki generał, polityk, premier Iraku (zm. 1936)
  - Georges Parent, francuski kolarz torowy (zm. 1918)
- 1886 – Paul Pierre Lévy, francuski matematyk (zm. 1971)
- 1887 – Carlos Dávila, chilijski polityk, prezydent Chile (zm. 1955)
- 1889 – Robert Benchley, amerykański pisarz (zm. 1945)
- 1890:
  - Agatha Christie, brytyjska pisarka (zm. 1976)
  - Arthur Hutchins, angielski piłkarz (zm. 1948)
  - Frank Martin, szwajcarski kompozytor (zm. 1974)
  - Michał Zenkteler, polski inżynier rolnik, działacz społeczny, polityk, poseł na Sejm RP (zm. 1936)
- 1891 – Hans Kohn, amerykański filozof, historyk pochodzenia żydowskiego (zm. 1971)
- 1893 – Franciszek Strynkiewicz, polski rzeźbiarz (zm. 1996)
- 1894:
  - Oskar Klein, szwedzki fizyk teoretyk (zm. 1977)
  - Jean Renoir, francuski reżyser filmowy (zm. 1979)
- 1895 – Magda Lupescu, Rumunka, metresa i żona króla Rumunii Karola II (zm. 1977)
- 1896 – Stanisław Mysakowski, polski duchowny katolicki, męczennik, błogosławiony (zm. 1942)
- 1897 – Theodor Adrian von Renteln, niemiecki funkcjonariusz nazistowski, główny komisarz Rzeszy na Litwie, zbrodniarz wojenny (zm. 1946)
- 1898 – Michał Białecki, polski żołnierz, kawaler Orderu Virtuti Militari (zm. ?)
- 1900 – Kazimierz Smulikowski, polski geolog, petrograf, mineralog, wykładowca akademicki (zm. 1987)
- 1901:
  - Tsunamitsu Adachi, japoński entomolog, wykładowca akademicki (zm. 1981)
  - Luigi Fantappiè, włoski matematyk, wykładowca akademicki (zm. 1956)
  - Hans Hilfiker, szwajcarski inżynier elektryk, projektant wzornictwa przemysłowego (zm. 1993)
- 1902 – Józef Kobosko, polski lekarz, działacz społeczny (zm. 1968)
- 1903:
  - Roy Acuff, amerykański skrzypek i wokalista country (zm. 1992)
  - Michał Antonów, polski historyk, archiwista (zm. 1985)
  - Jisra’el Kristal, izraelski superstulatek (zm. 2017)
- 1904:
  - Tom Conway, brytyjski aktor (zm. 1967)
  - Richard Ewart, brytyjski polityk (zm. 1953)
  - Musa Gjylbegu, albański polityk (zm. 1950)
  - Humbert II, król Włoch (zm. 1983)
  - Aleksiej Kapler, rosyjski aktor, reżyser i scenarzysta filmowy, prezenter telewizyjny (zm. 1979)
  - Sheilah Graham Westbrook, amerykańska pisarka, dziennikarka (zm. 1988)
- 1905:
  - Julian Dretler, polski psychiatra, uczestnik powstania warszawskiego (zm. 1944)
  - Pat O’Callaghan, irlandzki lekkoatleta, młociarz (zm. 1991)
  - Michał Zieliński, polski muzyk, poeta (zm. 1972)
- 1906:
  - Jacques Becker, francuski aktor, reżyser i scenarzysta filmowy (zm. 1960)
  - Jack Galbraith, amerykański gimnastyk (zm. 1994)
  - Irving Jaffee, amerykański łyżwiarz szybki (zm. 1981)
  - Dmitrij Nalbandian, ormiański malarz (zm. 1993)
  - Gieorgij Popow, radziecki polityk, dyplomata (zm. 1968)
  - Józef Wróbel, polski duchowny katolicki, pisarz, tłumacz (zm. 1971)
- 1907:
  - Jack Bailey, amerykański aktor (zm. 1980)
  - Gunnar Ekelöf, szwedzki poeta (zm. 1968)
  - Wacław Karłowicz, polski duchowny katolicki, kapelan AK (zm. 2007)
  - Fay Wray, amerykańska aktorka (zm. 2004)
- 1908:
  - Miško Kranjec, słoweński pisarz, dziennikarz, polityk (zm. 1983)
  - Penny Singleton, amerykańska aktorka (zm. 2003)
- 1909 – Jean Batten, nowozelandzka pilotka (zm. 1982)
- 1910:
  - Arcadio López, argentyński piłkarz (zm. 1972)
  - Kazimierz Mijal, polski polityk, działacz komunistyczny, prezydent Łodzi (zm. 2010)
  - Marion Roper, amerykańska skoczkini do wody (zm. 1991)
  - Edsall Walker, amerykański baseballista (zm. 1997)
- 1911:
  - Irena Malkiewicz, polska aktorka (zm. 2004)
  - José Muguerza, hiszpański piłkarz (zm. 1984)
  - Konrad Świetlik, polski generał brygady, polityk (zm. 1998)
  - Vance Tartar, amerykański biolog, embriolog (zm. 1991)
- 1912:
  - Zdzisław Kręgielski, polski podporucznik (zm. 1987)
  - Marian Olewiński, polski inżynier budownictwa, polityk (zm. 1982)
- 1913 – Johannes Steinhoff, niemiecki generał pilot, as myśliwski (zm. 1994)
- 1914:
  - Creighton Abrams, amerykański generał (zm. 1974)
  - Adolfo Bioy Casares, argentyński pisarz (zm. 1999)
  - Tadeusz Fuss-Kaden, polski malarz (zm. 1985)
  - Jens Otto Krag, duński polityk, premier Danii (zm. 1978)
- 1915:
  - John Conte, amerykański aktor (zm. 2006)
  - John Isaacs, amerykański koszykarz (zm. 2009)
  - Arnold Iwaszkiewicz, polski generał brygady (zm. 1988)
  - Edward Kramarski, polski podporucznik pilot (zm. 1939)
  - Ivan Poldauf, czeski językoznawca, leksykograf, tłumacz (zm. 1984)
  - Helmut Schön, niemiecki piłkarz, trener (zm. 1996)
- 1916:
  - Toni Branca, szwajcarski kierowca wyścigowy (zm. 1985)
  - Peter Fernandes, indyjski hokeista na trawie, krykiecista (zm. 1981)
  - Margaret Lockwood, brytyjska aktorka (zm. 1990)
  - Ettore Puricelli, włosko-urugwajski piłkarz, trener (zm. 2001)
  - Abbas Quliyev, azerski aktor, polityk (zm. 1998)
- 1917:
  - Piotr Abowin-Jegides, rosyjski filozof (zm. 1997)
  - Hilde Güden, austriacka śpiewaczka operowa (sopran), aktorka (zm. 1988)
  - Buddy Jeannette, amerykański koszykarz, trener (zm. 1998)
  - René Pijpers, holenderski piłkarz (zm. 1944)
  - Alfred Pike, kanadyjski hokeista, trener (zm. 2009)
- 1918 – Gustaw Gottesman, polski dziennikarz, dramaturg, tłumacz pochodzenia żydowskiego (zm. 1998)
- 1919:
  - Fausto Coppi, włoski kolarz szosowy i torowy (zm. 1960)
  - Eilert Dahl, norweski biegacz narciarski, kombinator norweski (zm. 2004)
  - Klemens Nowak, polski pułkownik, działacz piłkarski (zm. 1998)
  - Lazër Vlashi, albański aktor (zm. 2015)
- 1920:
  - Henryk Abbe, polski aktor (zm. 2003)
  - Nelson Gidding, amerykański scenarzysta filmowy (zm. 2004)
  - Norodom Kantol, kambodżański dyplomata, polityk, premier Kambodży (zag. 1976)
- 1921:
  - Sergio Bruni, włoski piosenkarz (zm. 2003)
  - Ivan Bukovčan, słowacki pisarz (zm. 1975)
  - Richard Gordon, brytyjski chirurg, anestezjolog, pisarz (zm. 2017)
  - Wanda Sułek, polska polityk, poseł na Sejm PRL (zm. 2000)
  - Mosze Szamir, izraelski pisarz, publicysta (zm. 2004)
- 1922:
  - Jackie Cooper, amerykański aktor, reżyser filmowy i telewizyjny (zm. 2011)
  - Hubert Gralka, polski lekkoatleta, płotkarz i sprinter, trener (zm. 2013)
- 1923:
  - Anton Heiller, austriacki kompozytor, organista, pedagog (zm. 1979)
  - Karol Latowicz, polski aktor pochodzenia żydowskiego (zm. 1984)
- 1924:
  - György Lázár, węgierski polityk komunistyczny, premier Węgier (zm. 2014)
  - Nicolas Mondejar, filipiński duchowny katolicki, biskup San Carlos (zm. 2019)
- 1925:
  - Kiriłł Ławrow, rosyjski aktor, reżyser filmowy (zm. 2007)
  - Carlo Rambaldi, włoski nadzorca efektów specjalnych (zm. 2012)
- 1926:
  - Antonio Carrizo, argentyński dziennikarz, prezenter radiowy i telewizyjny (zm. 2016)
  - Edward Joseph Derwinski, amerykański polityk pochodzenia polskiego (zm. 2012)
  - Shōhei Imamura, japoński reżyser i scenarzysta filmowy (zm. 2006)
  - Jean-Pierre Serre, francuski matematyk
  - Henry Silva, amerykański aktor (zm. 2022)
- 1927:
  - Norm Crosby, amerykański aktor, komik (zm. 2020)
  - Margaret Keane, amerykańska malarka (zm. 2022)
  - Liliana Ronchetti, włoska koszykarka (zm. 1974)
  - Leopold Stecki, polski prawnik (zm. 2020)
  - David Stove, australijski filozof (zm. 1994)
  - Izabela Wasiak, polska nauczycielka, działaczka oświatowa, wydawczyni publikacji drugiego obiegu (zm. 1990)
- 1928:
  - Cannonball Adderley, amerykański saksofonista jazzowy (zm. 1975)
  - Wojciech Sieciński, polski scenograf, pedagog (zm. 2007)
- 1929:
  - Halina Birenbaum, polsko-izraelska pisarka, poetka, tłumaczka
  - Johannes Dyba, niemiecki duchowny katolicki, arcybiskup Fuldy (zm. 2000)
  - Murray Gell-Mann, amerykański fizyk teoretyk, laureat Nagrody Nobla (zm. 2019)
  - John Julius Norwich, brytyjski pisarz, historyk (zm. 2018)
  - Archie Robertson, szkocki piłkarz, trener (zm. 1978)
- 1930:
  - Daniel (Aleksandrow), rosyjski duchowny, biskup Rosyjskiego Kościoła Prawosławnego poza granicami Rosji (zm. 2010)
  - Rudolf Czech, polski hokeista (zm. 1975)
  - Jewgienij Korolkow, rosyjski gimnastyk (zm. 2014)
  - Halszka Osmólska, polska paleontolog (zm. 2008)
- 1931:
  - Janusz Cywiński, polski aktor (zm. 1989)
  - Leszek Dzięgiel, polski etnolog, orientalista (zm. 2005)
  - Maria Kowalówka-Kalczyńska, polska lekkoatletka, koszykarka (zm. 2021)
  - José Pereira, portugalski piłkarz, bramkarz
  - Janina Wieczerska, polska pisarka
- 1932:
  - Abd al-Halim Chaddam, syryjski polityk, wiceprezydent (zm. 2020)
  - Nikodem Goździalski, polski lekkoatleta, sprinter (zm. 2004)
  - Danilo Poggiolini, włoski lekarz, polityk
- 1933:
  - Władimir Bielajew, rosyjski piłkarz, bramkarz, trener (zm. 2001)
  - Petra Schürmann, niemiecka aktorka, modelka, zwyciężczyni konkursu Miss World (zm. 2010)
- 1934 – Wasilij Panin, radziecki admirał
- 1935:
  - Domenico Fisichella, włoski politolog, polityk
  - Dinkha IV Khanania, asyryjski duchowny, katolikos-patriarcha Kościoła Wschodu (zm. 2015)
  - Karol Mórawski, polski historyk, varsavianista, muzealnik, hungarysta (zm. 2023)
  - Emilia Radziejowska, polska aktorka (zm. 2005)
- 1936:
  - Ashley Cooper, australijski tenisista (zm. 2020)
  - Jadwiga Kaliszewska, polska skrzypaczka (zm. 2012)
  - Jurij Koch, łużycki pisarz tworzący w językach dolno- i górnołużyckim
- 1937:
  - Robert Lucas Jr., amerykański ekonomista, laureat Nagrody Banku Szwecji im. Alfreda Nobla w dziedzinie ekonomii (zm. 2023)
  - Edward Paluch, polski trener narciarstwa alpejskiego i snowboardu (zm. 2005)
  - Anatolij Pietrow, rosyjski reżyser i scenarzysta filmów animowanych (zm. 2010)
  - Józef Puglisi, włoski duchowny katolicki, błogosławiony (zm. 1993)
  - Imre Rapp, węgierski piłkarz, bramkarz (zm. 2015)
  - Wiktor Romanow, rosyjski kolarz torowy
  - Fernando de la Rúa, argentyński polityk, prezydent Argentyny (zm. 2019)
- 1938:
  - Fumio Demura, japoński karateka (zm. 2023)
  - Marcelo Angiolo Melani, włoski duchowny katolicki, biskup Neuquén (zm. 2021)
  - Rafael Osuna, meksykański tenisista (zm. 1969)
  - Makoto Taki, japoński polityk
- 1939:
  - Hidehiko Koga, japoński baseballista
  - Gabriel Mérétik, francuski dziennikarz, pisarz pochodzenia żydowskiego (zm. 2000)
  - Elizabeth Odio Benito, kostarykańska prawnik, polityk
- 1940:
  - Chris Menges, brytyjski operator i reżyser filmowy
  - Aleksander Nawrocki, polski poeta, prozaik, eseista, krytyk, wydawca, tłumacz
  - Merlin Olsen, amerykański futbolista, aktor (zm. 2010)
  - Norman Spinrad, amerykański pisarz science fiction
  - Marian Treliński, polski bokser (zm. 2021)
- 1941:
  - Flórián Albert, węgierski piłkarz (zm. 2011)
  - Signe Anderson, amerykańska wokalistka, członkini zespołu Jefferson Airplane (zm. 2016)
  - Etelka Barsiné Pataky, węgierska inżynier, dyplomata, polityk, eurodeputowana (zm. 2018)
  - Domenico Umberto D’Ambrosio, włoski duchowny, arcybiskup Lecce
  - Mirosław Hermaszewski, polski generał brygady pilot, kosmonauta (zm. 2022)
  - Józef Jarmuła, polski żużlowiec (zm. 2025)
  - Andrzej Kwiatkowski, polski dziennikarz, rolnik, poligraf
  - Jurij Norsztejn, rosyjski reżyser filmów animowanych
  - Irena Szczurowska, polska aktorka
  - Wiktor Zubkow, rosyjski ekonomista, polityk, premier Rosji
- 1942:
  - Emmerson Mnangagwa, zimbabweński polityk, prezydent Zimbabwe
  - Wen Jiabao, chiński polityk, premier Chin
  - Andrzej Siodła, polski bokser (zm. 2023)
  - Jolanta Wołłejko, polska aktorka
- 1943:
  - Terry Betts, angielski żużlowiec
  - Ryszard Sławiński, polski dziennikarz, polityk, senator RP
  - Maria Wiłun, polska kostiumograf
- 1944:
  - Roger Dorchy, francuski kierowca wyścigowy (zm. 2023)
  - Mauro Piacenza, włoski kardynał
  - Hans Ree, holenderski szachista, dziennikarz
  - Giorgi Siczinawa, izraelski piłkarz, trener
  - Graham Taylor, angielski piłkarz, trener (zm. 2017)
- 1945:
  - Ranveig Frøiland, norweska polityk, minister przemysłu i energii (zm. 2020)
  - David Lepper, brytyjski polityk
  - Carmen Maura, hiszpańska aktorka
  - Jessye Norman, amerykańska śpiewaczka operowa (sopran dramatyczny) (zm. 2019)
  - Hans-Gert Pöttering, niemiecki polityk, przewodniczący Parlamentu Europejskiego
  - Valentin Pozaić, chorwacki duchowny katolicki, biskup pomocniczy Zagrzebia (zm. 2023)
  - Ron Shelton, amerykański reżyser filmowy
  - Mukrin ibn Abd al-Aziz Al Su’ud, saudyjski książę, polityk, następca tronu
- 1946:
  - Ola Brunkert, szwedzki perkusista (zm. 2008)
  - Tommy Lee Jones, amerykański aktor, reżyser i producent filmowy
  - Petro Juszczenko, ukraiński przedsiębiorca, polityk
  - Władysław Łazuka, polski prozaik, poeta
  - Salvatore Matano, amerykański duchowny katolicki pochodzenia włoskiego, biskup Rochester
  - Oliver Stone, amerykański reżyser, scenarzysta i producent filmowy pochodzenia żydowskiego
- 1947:
  - Adam Giersz, polski trener tenisa stołowego, działacz sportowy, polityk, minister sportu i turystyki
  - Bob Greacen, amerykański koszykarz
  - Wojciech Jankowiak, polski scenograf teatralny i telewizyjny (zm. 2019)
  - Viggo Jensen, duński piłkarz, trener
  - Ana María Norbis, urugwajska pływaczka
  - Krystyna Sokołowska, polska polityk, poseł na Sejm RP
  - Peter Wilson, australijski piłkarz, trener pochodzenia angielskiego
- 1948:
  - Oscar Albarado, amerykański bokser pochodzenia meksykańskiego (zm. 2021)
  - Daniel Goens, belgijski kolarz szosowy i torowy
  - Horacio López Salgado, meksykański piłkarz
  - Adam Wojdak, polski piosenkarz, kompozytor
- 1949:
  - Oleg Bieławiencew, rosyjski wiceadmirał, działacz państwowy
  - Józef Górny, polski polityk, samorządowiec, poseł na Sejm RP, wiceprezes NIK
  - Róża Żarska, polska adwokat, radca prawny, polityk (zm. 2011)
- 1950:
  - Tomasz Jastrun, polski poeta, prozaik, eseista, reporter, krytyk literacki
  - Jan Staszel, polski biegacz narciarski
  - Ivan Sutherland, nowozelandzki wioślarz
  - Stanisław Zientek, polski pilot szybowcowy i doświadczalny, konstrukor szybowców
- 1951:
  - Jan Hamerski, polski samorządowiec, polityk, senator RP
  - Mike McCool, nowozelandzki rugbysta (zm. 2020)
  - Johan Neeskens, holenderski piłkarz, trener (zm. 2024)
  - Halina Rowicka, polska aktorka
  - José Tarciso de Souza, brazylijski piłkarz (zm. 2018)
- 1952:
  - Tadeusz Berej, polski żużlowiec
  - Sukhee Kang, amerykański polityk pochodzenia koreańskiego
  - Constancio Miranda Weckmann, meksykański duchowny katolicki, arcybiskup Chihuahua
  - Serhij Tkacz, ukraiński seryjny morderca (zm. 2018)
- 1953:
  - Katsumi Sasaki, japoński szachista
  - Waldemar Świrgoń, polski działacz partyjny, dziennikarz (zm. 2008)
- 1954:
  - Hrant Dink, turecki dziennikarz, publicysta (zm. 2007)
  - Werner Lička, czeski piłkarz, trener
  - Zbigniew Skorecki, polski polityk, poseł na Sejm RP
- 1955:
  - Željka Antunović, chorwacka ekonomistka, polityk
  - Jesús Fernández González, hiszpański duchowny katolicki, biskup Astorgi
  - Samson Kimobwa, kenijski lekkoatleta, długodystansowiec (zm. 2013)
  - Grzegorz Kołtan, polski kajakarz
  - Richard Lornac, francuski pianista
  - Kai Niemi, fiński żużlowiec
  - Henryk Pytel, polski hokeista, trener (zm. 2024)
  - Linda Watson, zimbabwejska hokeistka na trawie
  - Anton Wembacher, niemiecki saneczkarz
- 1956:
  - Marc Iavaroni, polski koszykarz
  - Janusz Krasoń, polski polityk, poseł na Sejm RP
  - Maggie Reilly, szkocka piosenkarka
  - Engin Verel, turecki piłkarz
- 1957:
  - Milanka Karić, serbska bizneswoman, polityk
  - Dorota Kwiatkowska, polska aktorka (zm. 2018)
  - Paweł Pawlikowski, polsko-brytyjski reżyser i scenarzysta filmowy
  - Henry Rinklin, niemiecki kolarz torowy i szosowy
- 1958:
  - Jerzy Christ, polski hokeista
  - Dorota Macieja, polska dziennikarka
  - Kari Virtanen, fiński piłkarz, trener
  - Inese Zandere, łotewska pisarka, poetka
- 1959:
  - Siergiej Abramow, rosyjski hokeista, trener
  - Andreas Eschbach, niemiecki pisarz science fiction
  - Steffen Grummt, niemiecki lekkoatleta, wieloboista, bobsleista
  - Mark Kirk, amerykański polityk, senator
  - Jerzy Lewandowski, polski fizyk, profesor nauk fizycznych (zm. 2024)
- 1960:
  - Scott Thompson Baker, amerykański aktor
  - Ołeksij Czerednyk, ukraiński piłkarz, trener
  - Connie Hedegaard, duńska dziennikarka, polityk
  - Dimants Krišjānis, łotewski wioślarz
  - Oscar Miñarro, argentyński duchowny katolicki, biskup pomocniczy Merlo-Moreno
  - Michalina Plekaniec, polska hokeistka na trawie (zm. 1991)
  - Gianni Sacchi, włoski duchowny katolicki, biskup Casale Monferrato
  - Petri Sarvamaa, fiński politolog, dziennikarz, polityk, eurodeputowany pochodzenia rosyjskiego
  - Katsuyoshi Shintō, japoński piłkarz
  - Sergiu Sîrbu, mołdawski piłkarz, trener
  - Uwe Zötzsche, niemiecki piłkarz
- 1961:
  - Cathy Bałdysz, polska brydżystka
  - Frank Emmelmann, niemiecki lekkoatleta, sprinter
  - Bengt Fjällberg, szwedzki narciarz alpejski
  - John Kim Son-tae, południowokoreański duchowny katolicki, biskup Jeonju
  - Dan Marino, amerykański futbolista pochodzenia włosko-polskiego
  - Damián Nannini, argentyński duchowny katolicki, biskup San Miguel
  - Ute Oberhoffner, niemiecka saneczkarka
  - Mihhail Stalnuhhin, estoński samorządowiec, polityk pochodzenia rosyjskiego
- 1962:
  - Grażyna Brewiak, polska brydżystka
  - Elwira Buszewicz, polska historyk literatury, tłumaczka, wykładowczyni akademicka
  - Rebecca Miller, amerykańska aktorka, reżyserka filmowa
  - Stepan Sarkisjan, ormiański zapaśnik
- 1963:
  - Rob Henneveld, holenderski judoka
  - Hermes Hodolides, grecki aktor
  - Pete Myers, amerykański koszykarz
  - Gierman Skurygin, rosyjski lekkoatleta, chodziarz (zm. 2008)
  - Jurij Szatałow, rosyjski piłkarz, trener
  - Krzysztof Zawadka, polski gitarzysta, członek zespołu Oddział Zamknięty
- 1964:
  - Robert Fico, słowacki polityk, premier Słowacji
  - Joanna Kiliszek, polska menedżer kultury, krytyk sztuki, kuratorka wystaw
  - Berge Østenstad, norweski szachista
  - Jean-Claude Pagal, kameruński piłkarz
  - Waldemar Paruch, polski politolog, wykładowca akademicki, polityk (zm. 2022)
  - Byron Talbot, południowoafrykański tenisista
- 1965:
  - Pierre Camara, francuski lekkoatleta, trójskoczek
  - Håkan Dahlby, szwedzki strzelec sportowy
  - Katarzyna Kłosińska, polska językoznawczyni, wykładowczyni akademicka
  - Thomas Stangassinger, austriacki narciarz alpejski
  - Fernanda Torres, brazylijska aktorka, scenarzystka filmowa
- 1966:
  - Jacek Dłużewski, polski malarz, rysownik, nauczyciel akademicki
  - Sherman Douglas, amerykański koszykarz
  - Joel Sánchez, meksykański lekkoatleta, chodziarz
  - Dejan Savićević, czarnogórski piłkarz, trener
- 1967:
  - Wilmer Cabrera, kolumbijski piłkarz
  - Simone Greiner-Petter-Memm, niemiecka biathlonistka
  - Majid Musisi, ugandyjski piłkarz (zm. 2005)
  - Marko Myyry, fiński piłkarz
  - Hansjörg Tauscher, niemiecki narciarz alpejski
  - Don Wycherley, irlandzki aktor
  - Miroslav Žitnjak, chorwacki piłkarz, bramkarz, trener
- 1968:
  - Dirk Medved, belgijski piłkarz pochodzenia rosyjskiego
  - Gabriel Mestre, argentyński duchowny katolicki, biskup Mar del Plata
  - Orsat Miljenić, chorwacki prawnik, polityk
  - Danny Nucci, amerykański aktor pochodzenia włosko-marokańskiego
  - Kaspars Ozers, łotewski kolarz szosowy
  - Małgorzata Sadowska, polska aktorka
  - Robert Węgrzyn, polski przedsiębiorca, samorządowiec, polityk, poseł na Sejm RP
  - Daiva Žebelienė, litewska edukatorka i polityczka
- 1969:
  - Rewaz Arweladze, gruziński piłkarz, trener
  - Stefan Berger, niemiecki samorządowiec, polityk
  - Giuseppe D'Urso, włoski lekkoatleta, średniodystansowiec
  - Ahmad al-Dżarba, syryjski polityk
  - Mislav Kolakušić, chorwacki prawnik, polityk
  - Dan Lungu, rumuński pisarz, dziennikarz, polityk
  - Márcio Santos, brazylijski piłkarz
  - Roberto Solozábal, hiszpański piłkarz
  - Dariusz Śledź, polski żużlowiec
  - Bart Wuyts, belgijski tenisista
- 1970:
  - Pedro Baquero, filipiński duchowny katolicki, biskup Keremy w Papui-Nowej Gwinei
  - Tomasz Miłkowski, polski nadinspektor Policji, generał brygady SOP
  - Anthony Peden, australijski i nowozelandzki kolarz torowy
  - Bachirou Salou, togijski piłkarz
  - Monica Valen, norweska kolarka szosowa
- 1971:
  - Josh Charles, amerykański aktor
  - Wayne Ferreira, południowoafrykański tenisista
  - Colleen O’Shaughnessey, amerykańska aktorka głosowa
  - Ołena Proszczenko, ukraińska koszykarka
  - Bernardino Soares, portugalski polityk
- 1972:
  - Jimmy Carr, brytyjski komik
  - Letycja, królowa Hiszpanii
  - Timothy Mack, amerykański lekkoatleta, tyczkarz
  - Alois Vogl, niemiecki narciarz alpejski
  - Kai Wegner, niemiecki polityk, burmistrz Berlina
  - Przemysław Woźniak, polski astronom
- 1973:
  - Giandomenico Basso, włoski kierowca rajdowy
  - Juraj Buček, słowacki piłkarz, bramkarz
  - Grzegorz Gowin, polski piłkarz ręczny
  - Indira Levak, chorwacka piosenkarka
  - Grzegorz Matlak, polski piłkarz
  - Alyn Smith, szkocki polityk, eurodeputowany
  - Daniel Westling, szwedzki trener fitness, mąż następczyni tronu księżnej Wiktorii
- 1974:
  - Dragan Ćirić, serbski piłkarz
  - Serhij Dołhanski, ukraiński piłkarz, bramkarz
  - Łukasz Wierzbicki, polski pisarz, podróżnik, biografista
  - Murat Yakın, szwajcarski piłkarz, trener pochodzenia tureckiego
- 1975:
  - Danilo Aceval, paragwajski piłkarz
  - Robyn Ah Mow-Santos, amerykańska siatkarka
  - Tom Dolan, amerykański pływak
  - Andy LaPlegua, norweski piosenkarz
  - Francisco López, chilijski motocyklista rajdowy i enduro
  - Katrina Miller, australijska kolarka górska
  - Mark Miller, amerykański koszykarz
  - Xian Dongmei, chińska judoczka
- 1976:
  - Nanette Barragán, amerykańska polityk, kongreswoman
  - Funky Filon, polski raper, muzyk, kompozytor, autor tekstów
  - Jonathan Liebesman, południowoafrykański reżyser filmowy
  - Martijn Meerdink, holenderski piłkarz
  - Florian Myrtaj, albański piłkarz
  - Ryōhei Nishimori, japoński skoczek narciarski
  - Adriana Rakowska, polska dermatolog
  - Anna Rutkowska-Schock, polska pianistka, profesor sztuk muzycznych
  - Paul Thomson, szkocki perkusista, członek zespołu Franz Ferdinand
  - Tiko, hiszpański piłkarz
  - Kateřina Valachová, czeska prawnik, polityk
  - Rob Wiethoff, amerykański aktor
- 1977:
  - Chimamanda Ngozi Adichie, nigeryjska pisarka
  - Angela Aki, japońsko-amerykańska piosenkarka, kompozytorka, autorka tekstów
  - Tom Hardy, brytyjski aktor
  - Steven Miles, australijski polityk, premier Queenslandu
  - Caterina Murino, włoska aktorka
  - Jarosław Sobczyński, polski siatkarz
  - Wałentyn Slusar, ukraiński piłkarz
  - Mark Tacher, meksykański piosenkarz, gitarzysta
  - Jason Terry, amerykański koszykarz
- 1978:
  - Radosław Bielecki, polski artysta kabaretowy
  - Zach Filkins, amerykański gitarzysta, członek zespołu OneRepublic
  - Rubén Garabaya, hiszpański piłkarz ręczny
  - Eiður Guðjohnsen, islandzki piłkarz
  - Kew Jaliens, holenderski piłkarz
  - Pavel Leus, litewski piłkarz
  - Wojciech Milan, polski hokeista
  - Denys Onyszczenko, ukraiński piłkarz
  - Marko Pantelić, serbski piłkarz
  - Mahonri Schwalger, samoański rugbysta
- 1979:
  - Dave Annable, amerykański aktor
  - Lorenzo Bernucci, włoski kolarz szosowy
  - Irakli Czoczua, gruziński zapaśnik
  - Amy Davidson, amerykańska aktorka
  - Jarosław Gromadzki, polski informatyk, polityk, poseł na Sejm RP
  - Magdalena Grzywa, polska biathlonistka, prezenterka telewizyjna
  - Karamjeet Kaur, indyjska lekkoatletka, tyczkarka
  - Sebastian Lang, niemiecki kolarz szosowy
  - Patrick Marleau, kanadyjski hokeista
  - Ivan Režić, chorwacki piłkarz
  - Carlos Ruiz, gwatemalski piłkarz
- 1980:
  - Mariusz Domaradzki, polski gitarzysta, kompozytor
  - Mike Dunleavy Jr., amerykański koszykarz
  - Abelard Giza, polski reżyser teatralny i filmowy, aktor kabaretowy
  - Jolin Tsai, tajwańska piosenkarka
- 1981:
  - Jhonny González, meksykański bokser
  - Joseph Makhanya, południowoafrykański piłkarz
  - Christopher Tomlinson, brytyjski lekkoatleta, skoczek w dal
- 1982:
  - Daniela Číkošová, słowacka koszykarka
  - Konrad Gołoś, polski piłkarz
  - Per Nilsson, szwedzki piłkarz
  - Marcin Pilarski, polski judoka
  - Ahmed Raouf, egipski piłkarz
  - Shayne Reese, australijska pływaczka
- 1983:
  - Zoë Brown, brytyjska lekkoatletka, tyczkarka
  - KęKę, polski raper
  - Keith Langford, amerykański koszykarz
  - Ashleigh McIvor, kanadyjska narciarka dowolna
  - Ann Grete Osterballe-Nørgaard, duńska piłkarka ręczna
  - Tomáš Sivok, czeski piłkarz
  - Desma Stovall, amerykańska siatkarka
- 1984:
  - Sverrir Garðarsson, islandzki piłkarz
  - Dekel Keinan, izraelski piłkarz
  - Marzena Kropidłowska, polska siatkarka
  - Marcin Mastalerek, polski polityk, poseł na Sejm RP
  - Henryk Mountbatten-Windsor, brytyjski książę
- 1985:
  - Mirko Alilović, chorwacki piłkarz ręczny, bramkarz
  - Denis Calincov, mołdawski piłkarz
  - Kayden Kross, amerykańska aktorka filmów porno
  - Fredrik Lindgren, szwedzki żużlowiec
- 1986:
  - Aleksandr Biessmiertnych, rosyjski biegacz narciarski
  - Cristina Chiabotto, włoska modelka
  - Dionte Christmas, amerykański koszykarz
  - Sanja Jovanović, chorwacka pływaczka
  - Heidi Montag, amerykańska piosenkarka, autorka tekstów, osobowość telewizyjna pochodzenia niemieckiego
  - Dejan Vinčić, słoweński siatkarz
  - Peter Wilson, brytyjski strzelec sportowy
- 1987:
  - Aly Cissokho, francuski piłkarz pochodzenia senegalskiego
  - Michał Jankowski, polski koszykarz
  - Ibragim Łabazanow, rosyjski zapaśnik
  - Sandra Schreiber, niemiecka aktorka
- 1988:
  - Valerie Gonzalez, portorykańska siatkarka
  - James Hanson, australijski rugbysta
  - Chelsea Kane, amerykańska aktorka, piosenkarka
  - Daniel McDonnell, amerykański siatkarz
  - Jukka Raitala, fiński piłkarz
  - Sohib Suwonkulow, tadżycki piłkarz
  - Tanja Žakelj, słoweńska kolarka górska
- 1989:
  - Salah Abdeslam, francuski terrorysta pochodzenia marokańskiego
  - Saliou Ciss, senegalski piłkarz
  - Kate Grigorieva, rosyjska modelka
  - Martin Thomas, francuski kajakarz górski
  - Yasniel Toledo, kubański bokser
- 1990:
  - Carlos Alarcón, hiszpański piłkarz
  - Yūmu Harada, japoński skoczek narciarski
  - Darko Lazović, serbski piłkarz
  - Peter Michalík, słowacki szachista
  - Aaron Mooy, australijski piłkarz
  - Darko Nikač, czarnogórski piłkarz
  - Matt Shively, amerykański aktor
  - Martin Štajnoch, słowacki hokeista
- 1991:
  - Weronika Biela-Nowaczyk, polska snowboardzistka
  - Chris Czerapowicz, szwedzki koszykarz
  - Alex Florea, rumuński piosenkarz
  - Jasurbek Latipov, uzbecki bokser
  - Lee Jung-shin, południowokoreański aktor, raper, wokalista, basista, członek zespołu CNBLUE
  - Constantine Louloudis, brytyjski wioślarz
  - Phil Ofosu-Ayeh, ghański piłkarz
- 1992:
  - Mariana Cherdivară, mołdawska zapaśniczka
  - Hinikissia Ndikert, czadyjska lekkoatletka, sprinterka
  - Sun Yanan, chińska zapaśniczka
- 1993:
  - Anna Bongiorni, włoska lekkoatletka, sprinterka
  - Li Ang, chiński piłkarz
  - Ivana Mrdak, serbska siatkarka
  - Josh Richardson, amerykański koszykarz
  - Dennis Schröder, niemiecki koszykarz pochodzenia gambijskiego
  - J.P. Tokoto, amerykański koszykarz
  - Victoria Williamson, brytyjska kolarka torowa
- 1994:
  - Björn Engels, belgijski piłkarz
  - Ricardo Horta, portugalski piłkarz
  - Elviss Krastins, fiński siatkarz
  - Wout van Aert, belgijski kolarz przełajowy
- 1995:
  - Rafael Santos Borré, kolumbijski piłkarz
  - Margaret Wambui, kenijska lekkoatletka, biegaczka średniodystansowa
- 1996 – Jake Cherry, amerykański aktor
- 1997:
  - Álex Carbonell, hiszpański piłkarz
  - Łukasz Dyczko, polski saksofonista
  - Annika Wendle, niemiecka zapaśniczka
- 1998 – Quenton Jackson, amerykański koszykarz
- 1999:
  - Jaren Jackson, amerykański koszykarz
  - Arbnor Muçolli, albański piłkarz
- 2000 – Michał Sitnik, polski koszykarz
- 2001 – Aleksandra Wsołek, polska lekkoatletka, sprinterka
- 2002:
  - Ayane Miyazaki, japońska kombinatorka norweska
  - Lorenzo Sala, włoski siatkarz
- 2004:
  - Luca Koleosho, włoski piłkarz pochodzenia kanadyjskiego
  - Garang Kuol, australijski piłkarz pochodzenia południowosudańskiego
  - David Popovici, rumuński pływak
  - Luke Salisbury, samoański piłkarz pochodzenia nowozelandzkiego

## Zmarli
- 668 – Konstans II, cesarz bizantyński (ur. 630)
- 921 – Ludmiła, księżna czeska, męczennica, święta (ur. ok. 860)
- 1140 – Adelajda, księżniczka węgierska, księżna czeska (ur. 1105–07)
- 1231 – Ludwik I, książę Bawarii, hrabia Palatynatu (ur. 1174)
- 1429 – Mikołaj Wulzak, polski duchowny katolicki (ur. ok. 1356)
- 1437 – Helena Olgierdówna, księżna moskiewska (ur. 1360)
- 1442 – Kazimierz II, książę mazowiecki i bełski (ur. ?)
- 1483 – Salvo Cassetta, włoski dominikanin, teolog (ur. 1413)
- 1499 – Mikołaj z Latowicza, polski duchowny katolicki, prawnik (ur. ?)
- 1500 – John Morton, angielski duchowny katolicki, arcybiskup Canterbury, kardynał, lord kanclerz (ur. ok. 1420)
- 1504 – Elżbieta Wittelsbach, księżniczka Bawarii-Landshut, księżna Palatynatu (ur. 1478)
- 1510 – Katarzyna z Genui, włoska tercjarka franciszkańska, mistyczka, święta (ur. 1447)
- 1521 – Neagoe Basarab, hospodar Wołoszczyzny (ur. ?)
- 1530 – Maria Paleolog, markiza Montferratu (ur. 1508)
- 1557 – Juan Álvarez de Toledo, hiszpański duchowny katolicki, arcybiskup Santiago de Compostela, kardynał (ur. 1488)
- 1559 – Izabela Jagiellonka, królewna polska, księżniczka litewska, królowa i regentka Węgier (ur. 1519)
- 1562 – Jan Boner, polski szlachcic, polityk (ur. 1516)
- 1580 – Gérard de Turnhout, flamandzki kompozytor (ur. ok. 1520)
- 1596 – Leonhard Rauwolf, niemiecki lekarz, botanik, podróżnik (ur. 1535)
- 1622 – Kamil Constanzi, włoski jezuita, misjonarz, męczennik, błogosławiony (ur. 1571)
- 1660 – Jan Kazimierz, książę Anhalt-Dessau (ur. 1596)
- 1687 – Dionigi Bussola, włoski rzeźbiarz (ur. 1615)
- 1688 – Otto Wilhelm von Königsmarck, niemiecki arystokrata, dyplomata w służbie szwedzkiej (ur. 1639)
- 1700 – André Le Nôtre, francuski ogrodnik (ur. 1613)
- 1707 – George Stepney, angielski poeta, dyplomata (ur. 1663)
- 1712 – Sidney Godolphin, brytyjski arystokrata, polityk, lord wielki skarbnik (ur. ok. 1645)
- 1731 – Henning von Strahlenheim, szwedzki polityk, dyplomata (ur. 1663)
- 1737 – Jan Kanty Moszyński, polski szlachcic, polityk (ur. ?)
- 1769 – Franciszek Ksawery Pułaski, polski polityk, wojskowy, marszałek ziemi przemyskiej konfederacji barskiej (ur. 1743)
- 1784 – Nicolas-Bernard Lépicié, francuski malarz, rysownik (ur. 1735)
- 1803 – Giovanni Francesco Albani, włoski kardynał (ur. 1720)
- 1807 – Franciszek Salezy Wiśniowski, polski poeta, tłumacz (ur. 1775)
- 1813 – Janusz Tomasz Czetwertyński-Światopełk, polski książę, wojskowy, polityk (ur. 1743)
- 1820 – Giovanni Battista Quarantotti, włoski kardynał (ur. 1733)
- 1828 – Charles-Louis-Dieudonne Grandjean, francuski generał (ur. 1768)
- 1830 – William Huskisson, brytyjski polityk (ur. 1770)
- 1833 – Giovanni Caccia-Piatti, włoski kardynał, wysoki urzędnik Kurii Rzymskiej (ur. 1751)
- 1834 – William H. Crawford, amerykański polityk (ur. 1772)
- 1838 – Jerzy Głogowski, polski architekt, budowniczy, malarz, etnograf (ur. 1777)
- 1840:
  - Charles-Antoine Flajoulot, francuski malarz (ur. 1774)
  - Maria Beatrycze Sabaudzka, księżna Modeny, Regio i Mirandoli, jakobicka pretendentka do tronu Anglii i Szkocji (ur. 1792)
- 1841 – Alessandro Rolla, włoski kompozytor, skrzypek (ur. 1757)
- 1842:
  - Pierre Baillot, francuski skrzypek, kompozytor (ur. 1771)
  - Francisco Morazán, honduraski polityk, prezydent Hondurasu, Zjednoczonych Prowincji Ameryki Środkowej i Kostaryki (ur. 1792)
- 1843:
  - Karl von Grolman, pruski generał (ur. 1777)
  - Franciszek Ksawery Niesiołowski, polski generał brygady, polityk (ur. 1773)
- 1844 – Gustav von Hugo, niemiecki prawnik (ur. 1764)
- 1847 – Jan Tomicki, polski ziemianin, generał brygady (ur. 1786)
- 1858 – Małgorzata Karolina Wettyn, księżniczka saksońska, arcyksiężna austriacka (ur. 1840)
- 1859:
  - Isambard Kingdom Brunel, brytyjski inżynier, konstruktor statków parowych i mostów (ur. 1806)
  - Václav Kliment Klicpera, czeski prozaik, dramaturg (ur. 1792)
- 1862 – Władysław Syrokomla, polski poeta, poliglota, tłumacz (ur. 1823)
- 1864 – John Hanning Speke, brytyjski podróżnik, badacz Afryki (ur. 1827)
- 1873 – Aleksiej Fedczenko, rosyjski przyrodnik, podróżnik (ur. 1844)
- 1875:
  - Guillaume Duchenne, francuski neurolog (ur. 1806)
  - Louise Farrenc, francuska pianistka, kompozytorka (ur. 1804)
  - Józef Starkel, polski lekarz, działacz społeczny, oświatowy i gospodarczy (ur. 1807)
- 1883 – Joseph Plateau, belgijski fizyk (ur. 1801)
- 1885 – Juliusz Zarębski, polski kompozytor, pianista (ur. 1854)
- 1889 – Ginter Fryderyk Karol II, książę Schwarzburg-Sondershausen (ur. 1801)
- 1891 – Luigi Rotelli, włoski kardynał, nuncjusz apostolski (ur. 1833)
- 1895 – Jan Kleczyński, polski pianista, kompozytor, krytyk muzyczny (ur. 1837)
- 1907:
  - Antoni Andrzejewicz, polski duchowny katolicki, biskup pomocniczy gnieźnieński (ur. 1837)
  - Iwan Karpenko-Kary, ukraiński aktor, dramaturg, reżyser, krytyk literacki, publicysta (ur. 1845)
- 1908:
  - Friedrich Adler, niemiecki architekt (ur. 1827)
  - Samuel Hirszenberg, polski malarz pochodzenia żydowskiego (ur. 1865)
- 1909 – Edward Marjoribanks, brytyjski arystokrata, polityk (ur. 1849)
- 1911 – Eugeniusz Lubomirski, polski ziemianin, działacz polityczny i gospodarczy, kolekcjoner dzieł sztuki, bibliofil (ur. 1825)
- 1913 – Ármin Vámbéry, węgierski orientalista pochodzenia żydowskiego (ur. 1832)
- 1914:
  - Jacobus Hercules de la Rey, burski generał, polityk (ur. 1847)
  - Dawid Wolffsohn, litewski przedsiębiorca pochodzenia żydowskiego (ur. 1855)
- 1917 – Kurt Wolff, niemiecki pilot wojskowy, as myśliwski (ur. 1895)
- 1920 – Roberto Ardigò, włoski filozof (ur. 1828)
- 1921 – Roman von Ungern-Sternberg, rosyjski generał, dowódca białej armii (ur. 1886)
- 1923 – Walter Davidson, brytyjski urzędnik państwowy, dyplomata, administrator kolonialny (ur. 1859)
- 1924 – Wilhelm Roux, niemiecki zoolog (ur. 1850)
- 1926 – Rudolf Eucken, niemiecki pisarz, filozof, laureat Nagrody Nobla (ur. 1846)
- 1927 – Herman Gorter, holenderski poeta (ur. 1864)
- 1928 – Wasilij Nikiforow, jakucki poeta, etnograf (ur. 1866)
- 1929 – Antoni Maria Schwartz, austriacki pijar, błogosławiony (ur. 1852)
- 1930:
  - Milton Sills, amerykański aktor (ur. 1882)
  - Victor Thorn, luksemburski polityk, premier Luksemburga (ur. 1844)
- 1932 – Ferdinand Pelc, czeski prawnik, działacz narodowy, polityk (ur. 1876)
- 1935 – Hermann Dernburg, niemiecki architekt (ur. 1868)
- 1936:
  - Paschalis Penadés Jornet, hiszpański duchowny katolicki, męczennik, błogosławiony (ur. 1894)
  - Jan Kazimierz Olpiński, polski malarz (ur. 1875)
  - Aleksandros Zaimis, grecki polityk, premier i prezydent Grecji (ur. 1855)
- 1937:
  - Alaksandr Adamowicz, radziecki polityk (ur. 1900)
  - Olaf Finsen, farerski farmaceuta, polityk (ur. 1859)
- 1938:
  - Isidor Barachow, radziecki i jakucki polityk (ur. 1898)
  - Thomas Clayton Wolfe, amerykański pisarz (ur. 1900)
- 1939:
  - August Dickmann, niemiecki Świadek Jehowy, ofiara nazizmu (ur. 1910)
  - Jan Elsner, polski podporucznik pilot (ur. 1913)
  - Tadeusz Kiełpiński, polski lotnik, kapral strzelec radiotelegrafista (ur. 1916)
  - Lucjan Kulikowski, polski kapitan obserwator (ur. 1894)
- 1940 – Michał Brzezowski, polski sierżant pilot (ur. 1920)
- 1941:
  - Jurij Stiekłow, rosyjski historyk, dziennikarz, publicysta, działacz socjaldemokratyczny i komunistyczny (ur. 1873)
  - Michał Wazowski, polski polityk, działacz społeczny i kulturalny (ur. 1882)
- 1942:
  - Jürgen Brocke, niemiecki pilot wojskowy, as myśliwski (ur. 1922)
  - Włodzimierz Dąbrowski, polski prawnik, adwokat, działacz niepodległościowy, polityk, wicemarszałek Sejmu Śląskiego (ur. 1892)
  - Paolo Emilio Pavolini, włoski filolog, wykładowca akademicki (ur. 1864)
  - Gabriel Terra, urugwajski polityk, prezydent Urugwaju (ur. 1873)
- 1943:
  - Siergiej Kadanczik, radziecki podpułkownik (ur. 1906)
  - David Samuel, walijski rugbysta (ur. 1869)
- 1944 – Polegli w powstaniu warszawskim:
  - Stefania Grzeszczak, polska łączniczka, żołnierz AK (ur. 1923)
  - Edward Loth, polski lekarz, anatom, antropolog (ur. 1884)
  - Andrzej Romocki, polski harcmistrz, kapitan, żołnierz AK (ur. 1923)
  - Ludwik Zagórny-Marynowski, polski inżynier kolejnictwa, polityk, minister kolei żelaznych (ur. 1875)
- 1945:
  - Harry Daghlian, amerykański fizyk jądrowy pochodzenia ormiańskiego (ur. 1921)
  - Richard Pfeiffer, niemiecki bakteriolog, wykładowca akademicki (ur. 1858)
  - André Tardieu, francuski polityk, premier Francji (ur. 1876)
  - Anton Webern, austriacki kompozytor (ur. 1883)
  - Witold Wróblewski, polski harcerz, podchorąży AK (ur. 1921)
- 1947 – Annie Russell Maunder, brytyjska astronom pochodzenia irlandzkiego (ur. 1868)
- 1948 – Edward Kaczor, polski podporucznik piechoty (ur. 1898)
- 1949:
  - Juan Cabano, argentyński piłkarz (ur. 1896)
  - Emiliano R. Fernández, paragwajski poeta, muzyk (ur. 1894)
- 1950:
  - Nikołaj Maszkin, rosyjski historyk, wykładowca akademicki (ur. 1900)
  - Françoise Minkowska, francuska psychiatra pochodzenia polsko-żydowskiego (ur. 1882)
- 1951 – Hans Rønne, duński gimnastyk (ur. 1887)
- 1952:
  - Naum Ancełowicz, radziecki związkowiec, polityk pochodzenia żydowskiego (ur. 1888)
  - Paweł Manna, włoski duchowny katolicki, misjonarz, błogosławiony (ur. 1872)
  - Zygmunt Noskowski, polski aktor, reżyser teatralny (ur. 1880)
  - Hugo Raudsepp, estoński dramaturg, prozaik, eseista (ur. 1883)
- 1953:
  - Isaías Medina Angarita, wenezuelski polityk, prezydent Wenezueli (ur. 1897)
  - Erich Mendelsohn, niemiecki architekt (ur. 1887)
  - Frederick Spiller, brytyjski bokser (ur. 1884)
  - Stanisław Szelągowski, polski lekarz, taternik, działacz PTT (ur. 1884)
- 1954 – Jazep Drazdowicz, białoruski malarz, grafik, rzeźbiarz (ur. 1888)
- 1955 – Eduard Strauch, niemiecki SS-Obersturmbannführer, zbrodniarz wojenny (ur. 1906)
- 1958:
  - Constant Feith, holenderski piłkarz (ur. 1884)
  - Tadeusz Łakiński, polski działacz niepodległościowy, rolnik, polityk, senator RP (ur. 1890)
- 1961 – Bronisław Idzikowski, polski żużlowiec (ur. 1936)
- 1963:
  - Oliver Wallace, brytyjski kompozytor muzyki filmowej, dyrygent (ur. 1887)
  - Charles Winslow, południowoafrykański tenisista (ur. 1888)
- 1965 – Wasilij Struwe, radziecki historyk (ur. 1889)
- 1966 – Włodzisław Ziembiński, polski aktor (ur. 1892)
- 1967 – Jerzy Szwajcer, polski rysownik, karykaturzysta (ur. 1892)
- 1968 – Josef Kentenich, niemiecki duchowny katolicki, Sługa Boży (ur. 1885)
- 1970 – Felicja Krysiewicz, polska muzyk, działaczka kulturalna (ur. 1897)
- 1971:
  - Charles Christian, polityk z Pitcairn (ur. 1883)
  - Ludwik Lawiński, polski aktor, artysta kabaretowy, piosenkarz (ur. 1887)
- 1972 – Ásgeir Ásgeirsson, islandzki polityk, premier i prezydent Islandii (ur. 1894)
- 1973:
  - Rafael Franco, paragwajski pułkownik, polityk, prezydent Paragwaju (ur. 1896)
  - Ramón de la Fuente Leal, hiszpański piłkarz, trener (ur. 1907)
  - Gustaw VI Adolf, król Szwecji (ur. 1882)
  - Zygmunt Gużewski, polski major artylerii, polityk, starosta chełmiński (ur. 1894)
  - Víctor Jara, chilijski bard, gitarzysta, poeta, autor tekstów piosenek (ur. 1932)
- 1974:
  - Kazimierz Abratowski, polski kompozytor, pianista, dyrygent, pedagog (ur. 1893)
  - Isak Manasjan, radziecki major (ur. 1917)
- 1975:
  - Franco Bordoni-Bisleri, włoski pilot wojskowy, as myśliwski, kierowca rajdowy, przedsiębiorca (ur. 1913)
  - Pawieł Suchoj, radziecki konstruktor samolotów (ur. 1895)
- 1978 – Willy Messerschmitt, niemiecki konstruktor samolotów (ur. 1898)
- 1980 – Bill Evans, amerykański pianista jazzowy (ur. 1929)
- 1981 – Sara Haden, amerykańska aktorka (ur. 1899)
- 1983:
  - Prince Far I, jamajski wokalista reggae (ur. 1944)
  - Irene Meyer-Hanno, niemiecka pianistka, pedagog pochodzenia żydowskiego (ur. 1899)
  - Fryderyk Scherfke, polski piłkarz (ur. 1909)
- 1985 – Aleksiej Jepiszew, radziecki generał, polityk (ur. 1908)
- 1986:
  - Jaroslav Burgr, czechosłowacki piłkarz (ur. 1906)
  - Eugenia Krassowska-Jodłowska, polska filolog, nauczycielka, polityk, poseł na Sejm Ustawodawczy i Sejm PRL, członkini Rady Państwa (ur. 1910)
- 1987:
  - Czesław Jakiel, polski lekarz, wspinacz (ur. 1949)
  - Alicja Sobieraj, polska aktorka (ur. 1918)
  - Paweł Szulkin, polski fizyk, nauczyciel akademicki (ur. 1911)
- 1989 – Robert Penn Warren, amerykański prozaik, poeta, krytyk literacki (ur. 1905)
- 1990:
  - Walentin Fiłatjew, rosyjski pilot wojskowy (ur. 1930)
  - Leo Nowicki, amerykański inżynier, polityk pochodzenia polskiego (ur. 1904)
- 1992 – Władysław Wagner, polski żeglarz, publicysta (ur. 1912)
- 1993 – Józef Puglisi, włoski duchowny katolicki, błogosławiony (ur. 1937)
- 1994 – Mark Stevens, amerykański aktor (ur. 1916)
- 1995:
  - Dirceu, brazylijski piłkarz (ur. 1952)
  - Gunnar Nordahl, szwedzki piłkarz (ur. 1921)
- 1996:
  - Erling Nielsen, duński piłkarz (ur. 1935)
  - Henryk Szletyński, polski aktor, reżyser teatralny, prezes ZASP (ur. 1903)
- 1997 – Marek Ziarnik, polski żużlowiec (ur. 1955)
- 1998:
  - Viljo Heino, fiński lekkoatleta, długodystansowiec (ur. 1914)
  - Jan Szymański, polski oficer marynarki handlowej, polityk, poseł na Sejm PRL (ur. 1932)
- 1999 – Piotr Szełochonow, rosyjski aktor, reżyser filmowy i teatralny (ur. 1929)
- 2001:
  - Herbert Burdenski, niemiecki piłkarz, trener (ur. 1922)
  - Frederick de Cordova, amerykański reżyser filmowy (ur. 1910)
- 2002 – Jenny Maakal, południowoafrykańska pływaczka (ur. 1913)
- 2003:
  - Josef Hiršal, czeski pisarz (ur. 1920)
  - Stefania Kossakowska, polska dziennikarka (ur. ?)
  - Józef Natanson, polski malarz, scenograf (ur. 1909)
- 2004:
  - Johnny Ramone, amerykański gitarzysta, członek zespołu Ramones (ur. 1948)
  - Daouda Malam Wanké, nigerski wojskowy, polityk, szef państwa (ur. 1954)
- 2005:
  - Lennart Ekdahl, szwedzki żeglarz sportowy (ur. 1912)
  - Guy Green, brytyjski reżyser filmowy (ur. 1913)
- 2006:
  - Brunon Bendig, polski bokser (ur. 1938)
  - Oriana Fallaci, włoska dziennikarka, publicystka, pisarka, krytyk islamu (ur. 1929)
  - Mariusz Maliszewski, polski grafik, rysownik, poeta, typograf, wydawca (ur. 1956)
- 2007 – Colin McRae, szkocki kierowca rajdowy (ur. 1968)
- 2008:
  - Jean-Jacques Guissart, francuski wioślarz (ur. 1927)
  - Richard Wright, brytyjski muzyk, członek zespołu Pink Floyd (ur. 1943)
- 2011:
  - Lhalu Cełang Dordże, tybetański książę, polityk (ur. 1914)
  - Georges Fillioud, francuski polityk, deputowany, minister (ur. 1929)
  - Nikodem (Rusnak), ukraiński duchowny prawosławny, metropolita charkowski i bohoduchowski (ur. 1921)
  - Regina Smendzianka, polska pianistka (ur. 1924)
  - Otakar Vávra, czeski reżyser i scenarzysta filmowy, pedagog (ur. 1911)
- 2012 – Jerzy Okulicz-Kozaryn, polski archeolog, prehistoryk (ur. 1931)
- 2013 – Jackie Lomax, brytyjski gitarzysta i wokalista rockowy (ur. 1944)
- 2014 – Wojciech Lipiński, polski inżynier (ur. 1944)
- 2015:
  - Skënder Selimi, albański choreograf, baletmistrz (ur. 1933)
  - Ian Uttley, nowozelandzki rugbysta (ur. 1941)
- 2016:
  - Norman Cherkavsky, ukraiński twórca muzyki elektronicznej (ur. 1982)
  - Zofia Korzeńska, polska poetka, krytyk literacki, eseistka (ur. 1931)
  - Eugeniusz Szleper, polski dyplomata (ur. 1931)
- 2017:
  - Violet Brown, jamajska superstulatka, najstarsza osoba na świecie (ur. 1900)
  - Mircea Ionescu-Quintus, rumuński prawnik, polityk, poeta, aforysta (ur. 1917)
  - Izidoro Kosinski, brazylijski duchowny katolicki pochodzenia polskiego, biskup Três Lagoas (ur. 1932)
  - Albert Speer junior, niemiecki architekt (ur. 1934)
  - Harry Dean Stanton, amerykański aktor, muzyk, wokalista (ur. 1926)
- 2018:
  - Wiktor Wiesiełago, rosyjski fizyk, wykładowca akademicki (ur. 1929)
  - Fritz Wintersteller, austriacki wspinacz (ur. 1927)
- 2019:
  - Fausto Alvarado, peruwiański historyk, adwokat, polityk (ur. 1950)
  - Mark von Hagen, amerykański historyk (ur. 1954)
  - Roberto Leal, portugalski piosenkarz (ur. 1951)
  - Ric Ocasek, amerykański wokalista, gitarzysta, członek zespołu The Cars (ur. 1944)
  - Artur Rynkiewicz, polski inżynier, działacz społeczny i emigracyjny, polityk (ur. 1927)
- 2020:
  - Momčilo Krajišnik, serbski polityk, zbrodniarz wojenny (ur. 1945)
  - Jan Krenz, polski dyrygent, kompozytor (ur. 1926)
  - Mykoła Szmatko, ukraiński rzeźbiarz, malarz (ur. 1943)
  - Moussa Traoré, malijski generał, polityk, prezydent Mali (ur. 1936)
- 2021:
  - Fernando Mario Chávez Ruvalcaba, meksykański duchowny katolicki, biskup Zacatecas (ur. 1932)
  - Alfred Janc, polski ekonomista, wykładowca akademicki (ur. 1951)
  - Bartłomiej (Waszczuk), ukraiński biskup prawosławny (ur. 1953)
- 2022:
  - Saul Kripke, amerykański filozof, logik (ur. 1940)
  - Francescantonio Nolè, włoski duchowny katolicki, arcybiskup Cosenzy-Bisignano (ur. 1948)
  - Fritz Pleitgen, niemiecki dziennikarz (ur. 1938)
- 2023:
  - Fernando Botero, kolumbijski malarz, rzeźbiarz, karykaturzysta (ur. 1932)
  - Franco Migliacci, włoski aktor, tekściarz, pisarz (ur. 1930)
  - Burhan Sargın, turecki piłkarz (ur. 1929)
- 2024:
  - Aleksandr Barysznikow, rosyjski lekkoatleta, kulomiot (ur. 1948)
  - Iljas Churi, libański prozaik, krytyk literacki, publicysta (ur. 1948)
  - Tito Jackson, amerykański piosenkarz, gitarzysta, członek zespołu The Jackson 5 (ur. 1953)
  - Basil Losten, amerykański duchowny greckokatolicki, eparcha Stamford (ur. 1930)